# کاروانسرای سلطان خان
سلطان خان (ترکی استانبولی: Sultan Han) یک کاروانسرای بزرگ سلجوقی در قرن سیزدهم است که در شهر سلطان‌خانی، استان آق‌سرای، ترکیه واقع شده‌است. این بنا یکی از سه کاروانسرای آق‌سرای بوده و در حدود چهل کیلومتری غرب آق‌سرای در جاده قونیه واقع شده‌است.

## تاریخچه
این بنای سنگی در سال 1229 در زمان پادشاهی کیقباد اول در دوران سلجوقی با معماری دمشقی(محمد بن خلوان الدمشقی)ساخته شد. این بنا در جاده ای بین قونیه و آق سرای واقع شده که بزگترین کاروانسرای ترکیه است.بنا به طور کلی 4900 متر مربع مساحت دارد. پلان این کاروانسرا متشکل از یک مسجد در مرکز ، یک تالار سرپوشیده بزرگ ، حمام و غیره است.
کاروان‌سرا در موازات جاده قرار دارد و رو به جنوب غربی به سمت آق‌سرای است.
اغلب بنا های دوره سلجوقیان روم سنگی بوده و از طریق ترکیب کردن سنت ها اسلام با فرم های ارمنی و بیزانسی شکل گرفته است . فرم های آنها عمدتا اقتباس گرفته از ایران و سوریه است .درواقع کاروانسرای سلطان خان در قلب مرکز تجاری عصر خود بوده که بنادر زیادی از جمله آنتالیا و آلانیا را به ایران و گرجستان متصل کرده است .

## معماری
این بنا در دوره روم سلجوقیان ساخته شده است. عمدتاٌ تزیینات بنا‌های روم سلجوقی برگرفته ازبناهای هم دوره سوریه و ایران اما با متریال سنگی است. در آن دوره آناتولی به مرکز قدرت تجاری بین‌المللی تبدیل شده بود. سلجوقیان روم کاروان‌سراهای زیادی در مسیر های تجاری ساخته بودند که کاروان‌سرای سلطان‌هان در بین آنها بزرگترین زیر بنا را دارد. بنا های سلجوقی دارای تزیینات نقش برجسته از تلفیق خط و هندسه و پوشش گیاهی است در عین حال جز درگاه ورودی آن جنس سخت و خشکی دارد . طراحی نما در معماری سلجوقی ساده بوده و صرفا تزییناتی در اطراف پنجره ها داشته  و بیشتر توجه معمار صرف تزیینات داخل بنا از جمله محراب شده است.
پلان سلطان‌هان دارای دو حیاط است که حیاط اول به سبک معماری ایرانی،چهارایوانه طراحی شده است که در وسط آن قسمتی برای نمازگذاران تعبیه شده است. حیاط دوم بسته‌تر و دارای گنبد مخروطی شکل است که شباهت زیادی به نمای مساجد دارد.مهمانان ویژه در حیاط دوم اسکان داده می‌شدند و خدمتکاران و اسب‌ها و حیوانات بارکش در حیاط ورودی مستقر می‌شدند.
تعداد کمی از نمونه های قدرتمندتر یا زیباتر از معماری سلجوقی آناتولی وجود دارد. از بارزترین ویژگی‌های این سازه می‌توان به حیاط طاق‌دار، درگاه‌های مجلل دوقلوی هشتی ورودی و قسمت سرپوشیده، سیستم طاق‌بندی با پایه‌ها و مسجد کیوسک مستقل برخاسته بر چهار پایه در وسط حیاط اشاره کرد. تزیینات سنگی مسجد و سردرها به دلیل ظرافت و استادی هنرمندانه قابل توجه است.
این سلطان هان دارای طرح هان سلجوقی "کلاسیک" است که از دو بخش تشکیل شده است: یک بخش بزرگ محصور در جنوب که برای اقامت استفاده می شود و یک حیاط باز با بخش های خدماتی در جلوی آن. با این هان، عصر هان های "بزرگ" آغاز می شود: پروژه های بزرگ ساختمانی آغزیکارا،زازادین،سلطان هان کایسری، اینجر، سوزوز، اوبروک و کاراتای هان.
درب تاج اصلی: تعداد کمی از درهای تاجی در معماری سلجوقی می توانند با این درب رقیب باشند. هم تحمیل کننده است و هم در عین حال ظریف. ایستادن زیر مقرنس آن و نگاه کردن به بالا، سفری است به راه شیری که در سنگ تزئین شده است. ترکیبی از بینش هنری، کنده کاری ماهرانه و ترکیبی از عناصر تزئینی که اغلب روی یک در واحد قرار نمی گیرند، مانند مقرنس های استادانه، طاق سنگی با سنگ های دو رنگ مختلف و تعادلی هماهنگ از عناصر حکاکی شده گیاهی و هندسی.
ورود به هان از طریق یک درگاه باشکوه در دیوار شمالی است. این پورتال 13 متر ارتفاع دارد، در حدود 1.5 متر است و تقریباً 50 متر عرض دارد. درگاه در هر طرف توسط گروهی از سه ستون گرد که 1 متر از نما امتداد دارند متعادل شده است.
اگرچه درب تاجي تا حدي آسيب ديده است، اما همچنان جنبه اصلي خود را حفظ كرده است. سردر ورودی در ابتدا با یک طاق نوک تیز پوشیده شده بود، اما تنها یک طرف آن باقی مانده است. دور در را با حاشیه هایی با عرض های مختلف احاطه کرده اند که با نقوشی که در دو طرف به صورت متقارن قرار گرفته اند و مقنعه ای که از 12 ردیف مقرنس تشکیل شده است تزئین شده است. حاشیه ها یک قاب را در اطراف کل در تشکیل می دهند. این پانل های کناری حکاکی شده از چند ضلعی های درهم آمیخته با اندازه های مختلف با گل ها تشکیل شده اند که ترکیبی عجیب از یک عنصر هندسی قوی با انگیزه طبیعی ظریف است. حاشیه ها شامل عناصر هندسی درهم آمیخته مختلف، زیگزاگ ها، دایره ها، شکوفه های نیلوفر آبی با ساقه و الگوی مشبکی از چند ضلعی ها با اندازه های مختلف (ستاره های 6، 8، 24، 32 و 64 نوک تیز) است. یک طاق برازنده با تزئین روبان متقاطع طاق استالاکتیت را احاطه کرده و تاج می‌کند. دهانه در با یک ستون در هر طرف با الگوی زیگزاگی قوی روی شفت ها، با سرستون هایی که از سه ردیف شاخه های نخل تشکیل شده است، قاب شده است. این در دارای دو طاقچه جانبی جانبی قبل از در ورودی است که در میان حنان سلجوقی بسیار تزیین شده است. در این منطقه فرورفته است که در آن نوار کتیبه‌ای در پایه طاق استالاکتیت بر بالای نواری از سنگ‌های در هم تنیده با رنگ‌های متفاوت (خاکستری کم‌رنگ و سفید)، شبیه به آنچه در مسجد علاالدین و کاراتای مدرس در قونیه دیده می‌شود، قرار دارد. زازادین هان دو رنگ سنگ ها و نقوش به کار رفته در اینجا نمونه ای از سبک سوری-زنگید است که برای معمار دمشقی آشنا بوده است.
پس از آتش سوزی 1268، از گیره های آهنی بین برخی از سنگ های چوب برای محکم کردن بلوک ها استفاده شد.
ایوان ورودی: هنگامی که از در ورودی اصلی عبور می کنید، وارد یک ایوان مستطیلی می شوید که شبیه یک هشتی است. این با یک طاق ستاره ای شکل پوشیده شده است که زمینه را برای بازدیدکنندگان فراهم می کند تا از لذت معماری و خدمات این هان چشمگیر لذت ببرند. اتاق ها در دو طرف ورودی ایوان قرار دارند و با درهایی به صورت طاقچه هایی با طاق های نوک تیز وارد می شوند. اتاق های غرب کمی بزرگتر هستند. همه با طاق های نوک تیز در جهت شرقی-غربی پوشیده شده اند. اتاق های طاقدار دو طرف ایوان ورودی به عنوان اتاق های اداری و برای عملیات اداری (اتاق حافظ، خزانه، انبار و ...) مورد استفاده قرار می گرفت.

## تخریب
در کتیبه بالای در حیاط آمده است: "این دروازه مقدس بزرگ در اثر سوختن ویران شد". اطلاعاتی در مورد این معمار مسئول تعمیرات و بازسازی هان در دسترس نیست . پس از این توسعه، به بزرگترین کاروانسرا در آناتولی تبدیل شد. این کتیبه به سبک نازک تر و زیباتر استیف نوشته شده است . در زیر ترکیب مشبک حکاکی شده زیر طاق درب سرپوشیده قرار دارد که از سنگ های رنگی متفاوت ساخته شده است.

## مرمت
کاروان‌سرا سلظان هان به عنوان موزه توسط دولت ترکیه اداره می شود. هان یکی از مقاصد اصلی توریستی در ترکیه است و سالانه 500000 بازدیدکننده دارد. اولین بار در سال 1957 مرمت شد. در سال 2014 در فهرست موقت میراث جهانی یونسکو قرار گرفت. تقریباً 2 میلیون گردشگر در جاده قونیه -آق‌سرای برای رسیدن به کاپادوکیه سفر می کنند، بنابراین دفتر گردشگری ترکیه هدفی را تعیین کرده است که 1 میلیون نفر آنها از این هان بازدید خواهند کرد. هان هرگز در حالت ویران قرار نگرفت زیرا از روزی که ساخته شد به طور مداوم مورد استفاده قرار می گرفت و به دلیل موقعیت استراتژیک خود اغلب برای مقاصد نظامی و پادگان استفاده می شد. در طول این سال ها بارها و بارها تعمیر شده است. اندکی پس از ساختن هان، دچار آتش سوزی شد و در سال 1278 با یک مرمت جامع در دوره گیاس الدین کیهوسرو سوم، بزرگ شد، همانطور که در کتیبه بالای در تاج حیاط نشان داده شده است. این مرمت توسط شخصی سرا الدین احمد پسر حسین انجام شد. بعدها، برج‌های تکیه‌گاه در نمای اصلی که در جریان شورش با کارامانیان ویران شده بودند، در آغاز قرن چهاردهم تجدید شدند.
باستان‌شناس بریتانیایی گرترود بل در ژوئیه 1907 از هان بازدید کرد و عکس های او هان را در حالتی به خوبی حفظ شده نشان می‌دهد. کاروان‌سرا در سال 1957 بازسازی شد و بسیاری از قسمت های آسیب دیده تکمیل شد. در مقایسه با عکس‌های قدیمی،می‌توان دریافت که برخی از قسمت‌ها به درستی بازسازی نشده است. علاوه بر این، این مرمت متأسفانه حمام و آب انبار سمت چپ حیاط را تخریب کرد.
مطبوعات ترکیه در 16 فوریه 2017 اعلام کردند که پروژه بازسازی 6 میلیون لیره ترکیه در ماه مارس 2017 در این هان آغاز می شود. پس از تکمیل، هان صنایع دستی سنتی از جمله قالی بافی را به نمایش می گذارد. آتلیه های مس، سفال و نساجی. همچنین یک موزه فرش، همه در داخل هان یکپارچه خواهد شد. تخمین زده می شود که این پروژه سه سال طول بکشد. پروژه مرمت دیوار سنگی از دست رفته به ضخامت دو و نیم متر در جلوی هان را یکپارچه می کند و همچنین از جریان آب از طبقات بالایی جلوگیری می کند، زیرا مقداری رطوبت در سقف نفوذ کرده است. این کار مرمتی به مراحل پایانی خود 2019 می‌رسد. در اکتبر 2019، هان میزبان جشنواره بین المللی فرهنگ و فرش جاده ابریشم خواهد بود.

## نگارخانه

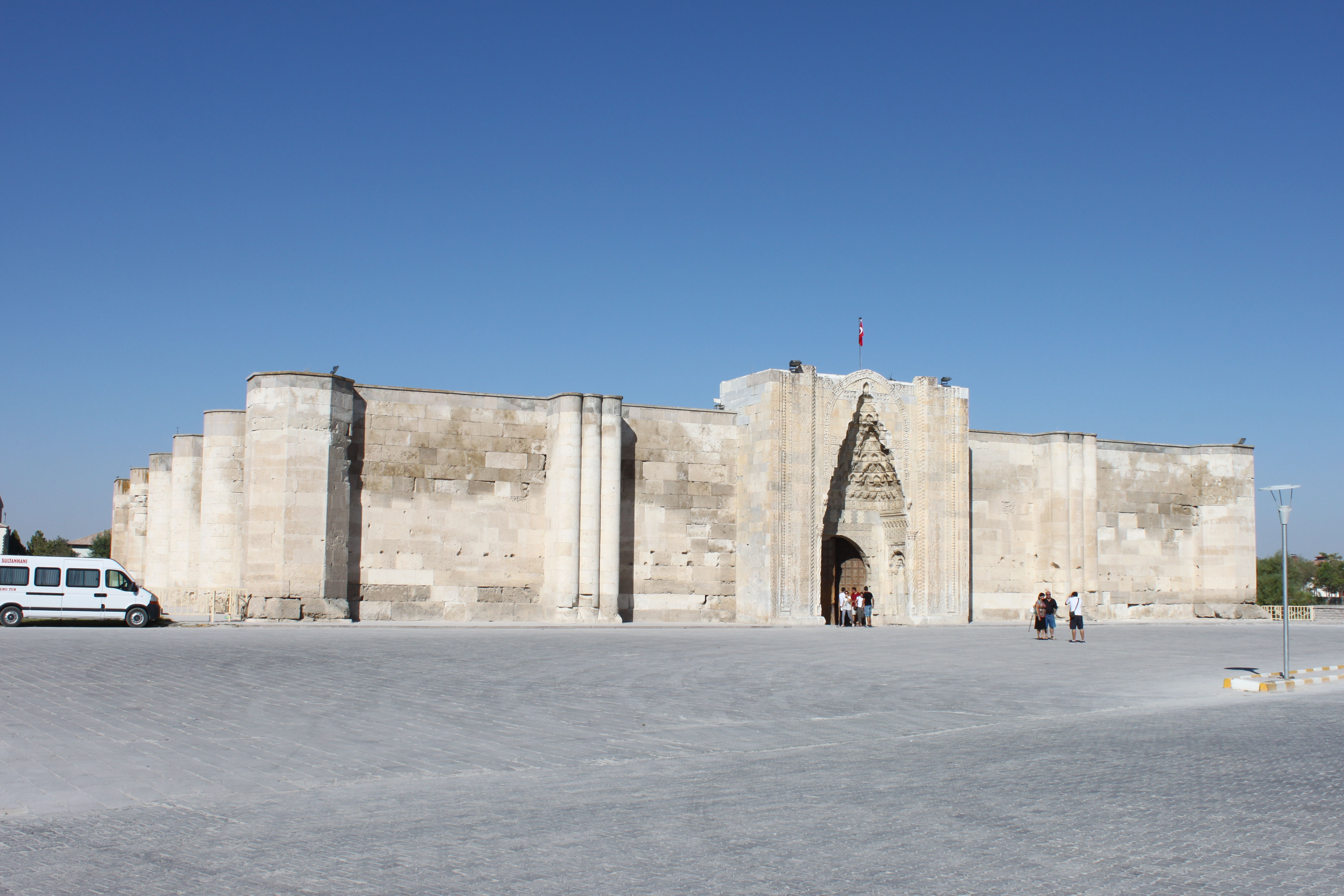
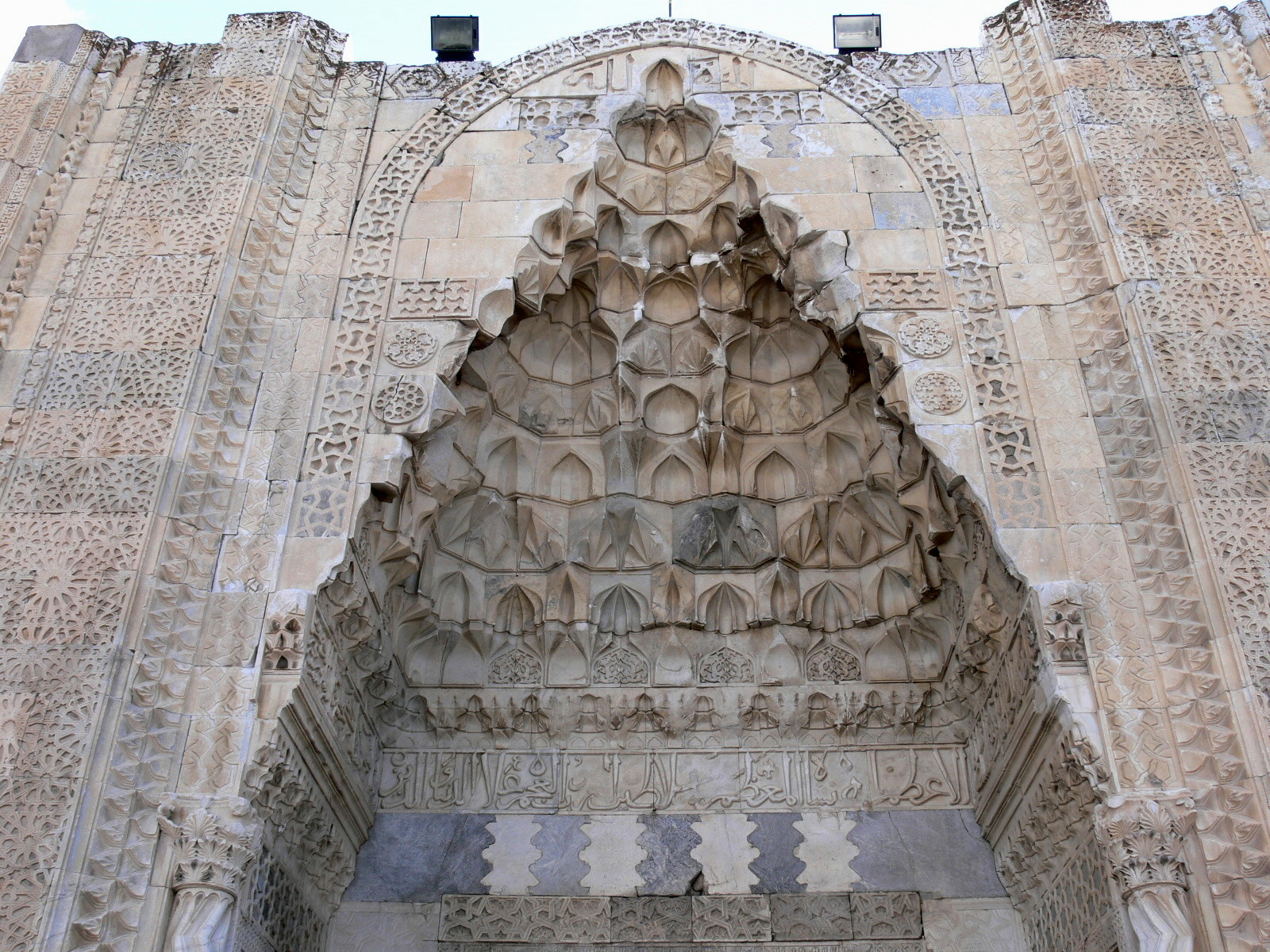
Muqarnas vaulting of the main portal
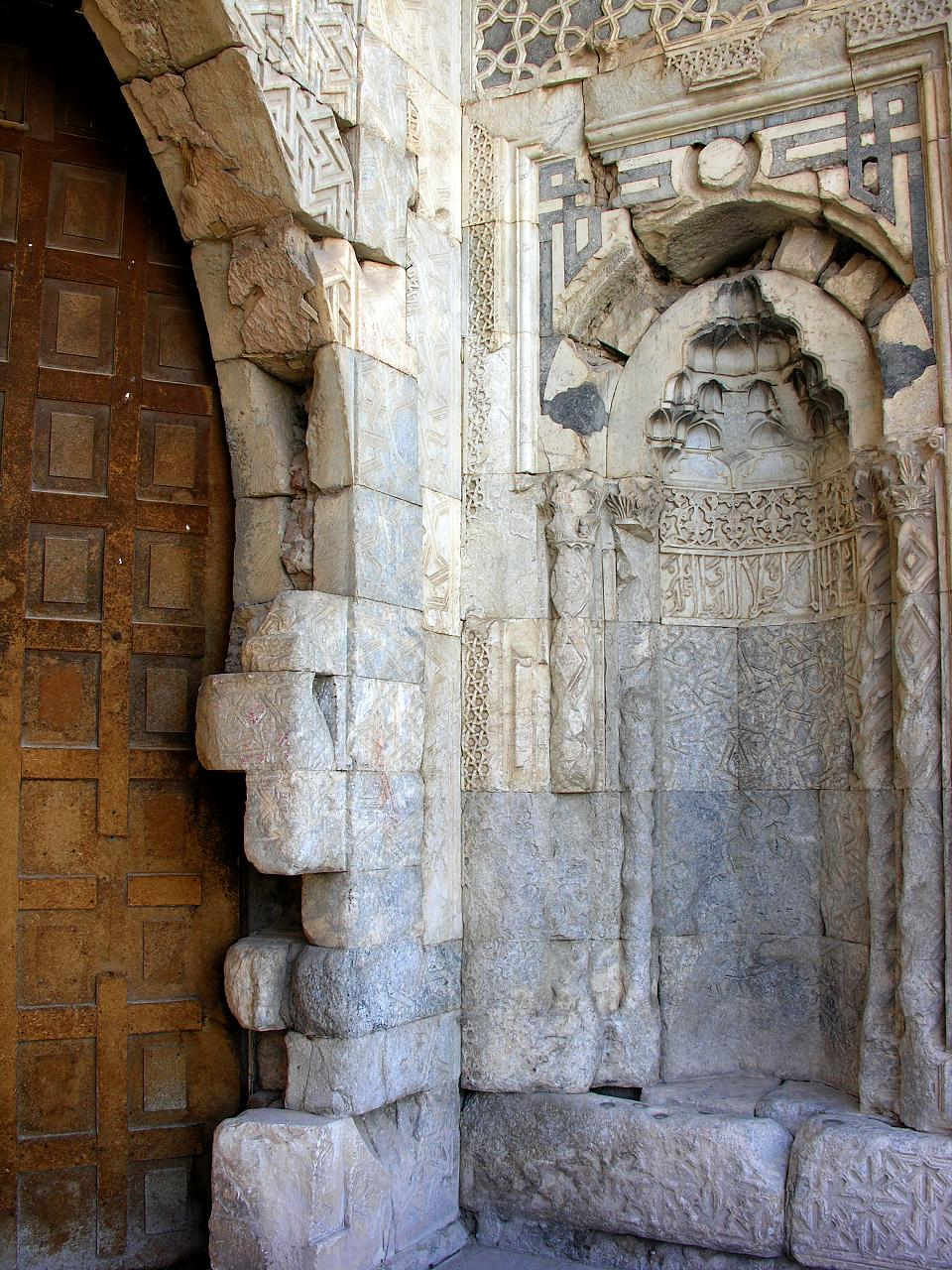
Decorative niche in the main portal
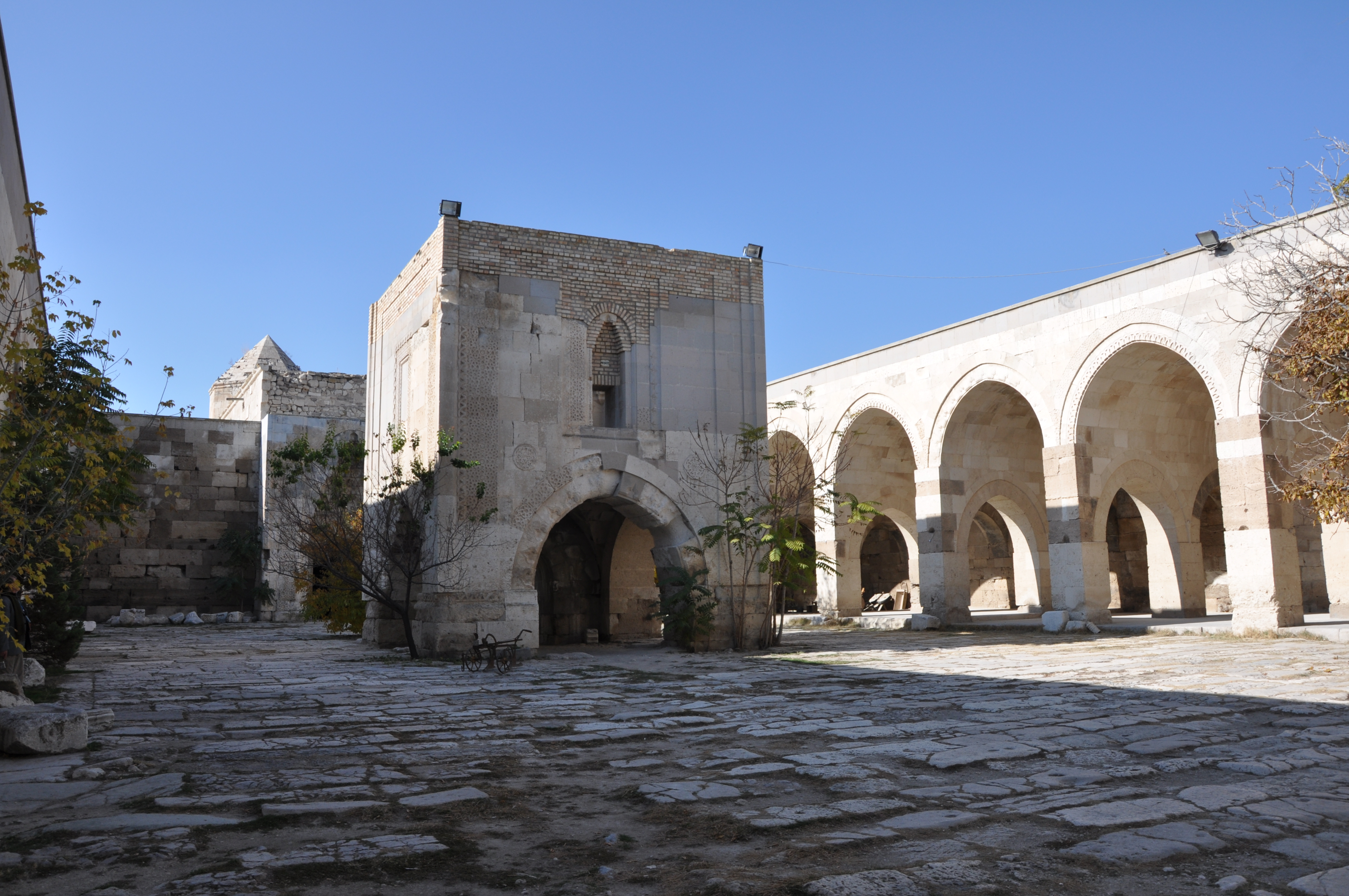
Main interior courtyard
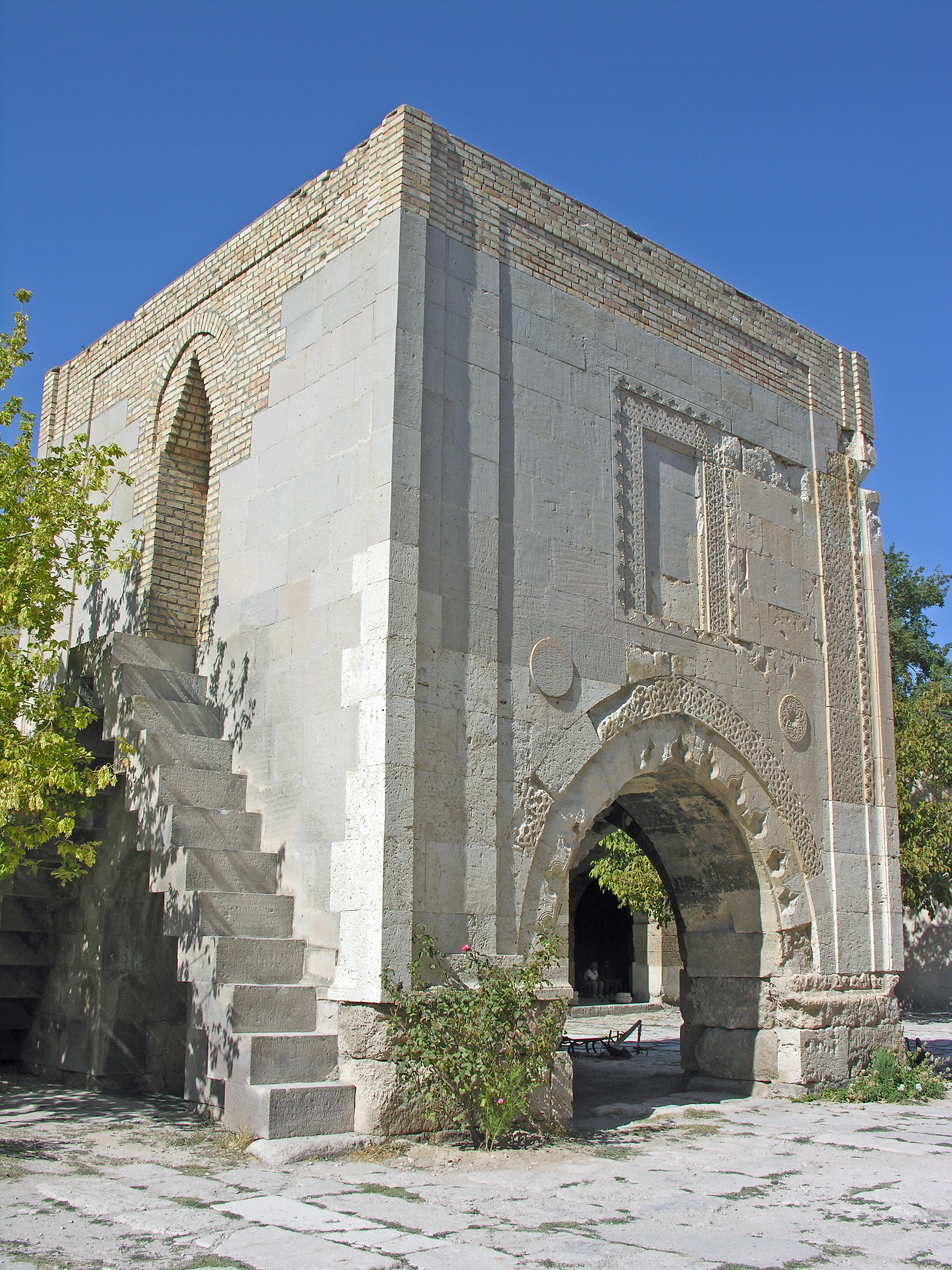
Square stone kiosk-mosque of Sultan Han
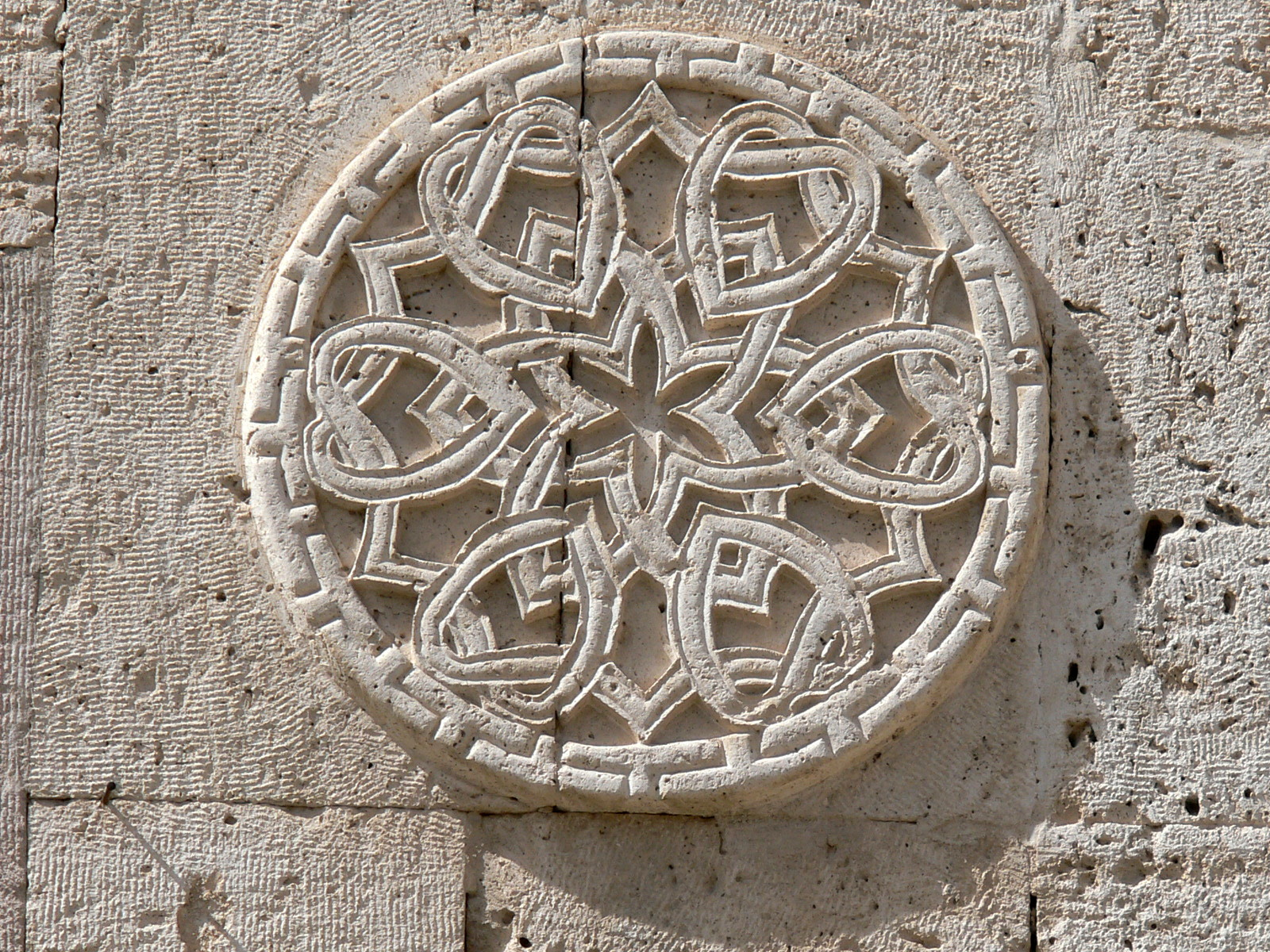
Detail of ornamental stonework on kiosk mosque
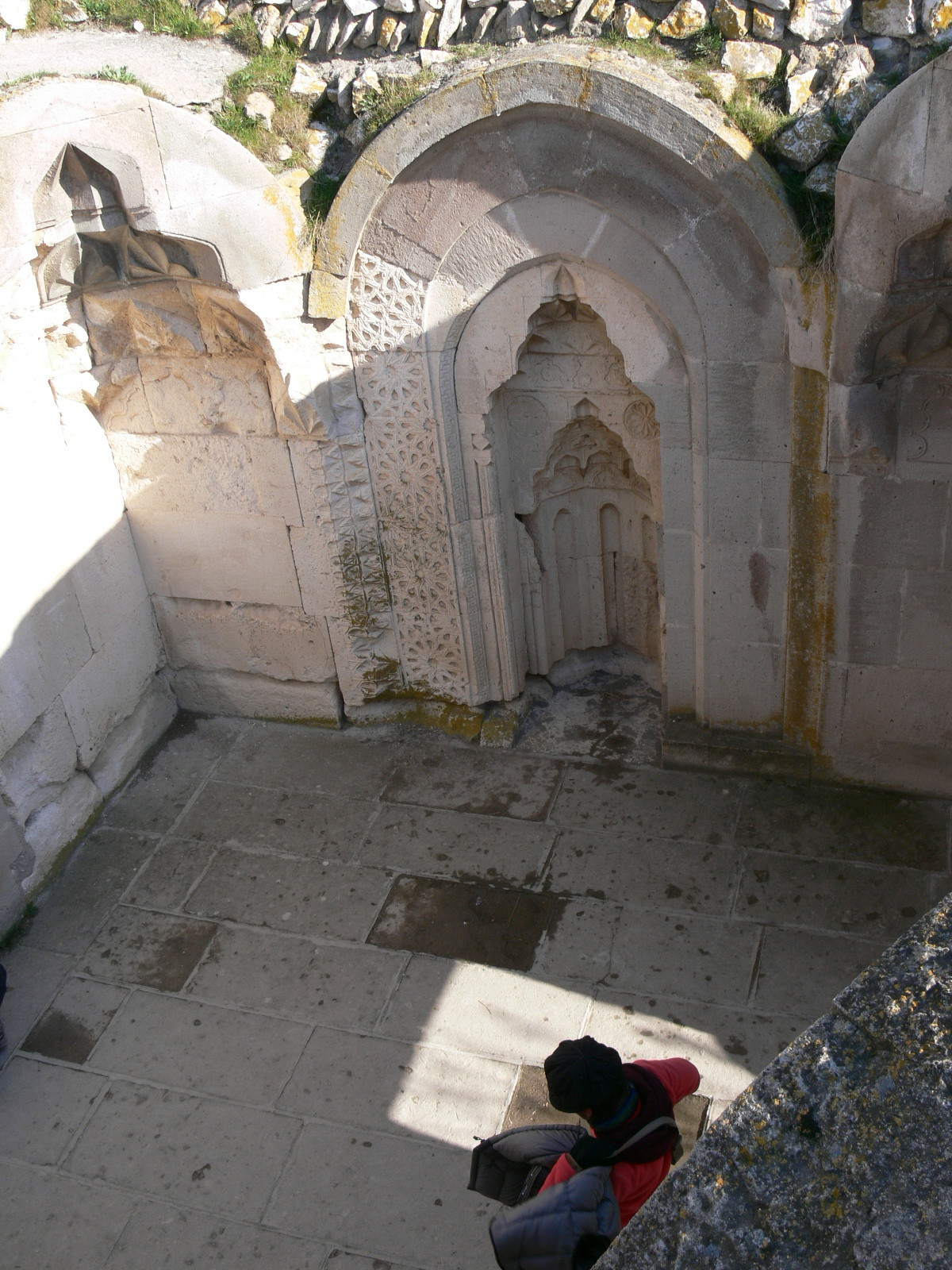
Interior of the mosque, including the mihrab
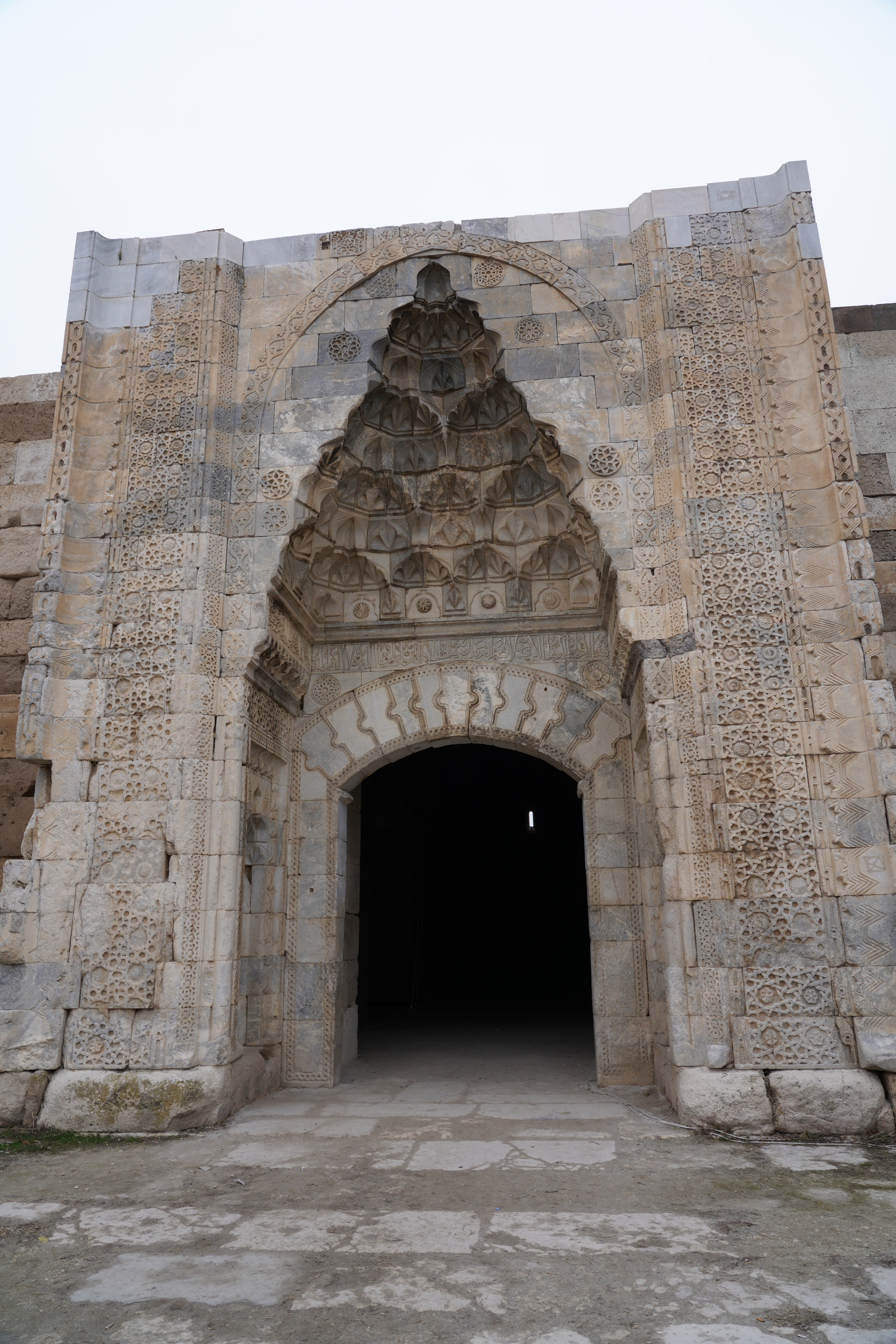
Entrance portal of the interior (winter) chambers
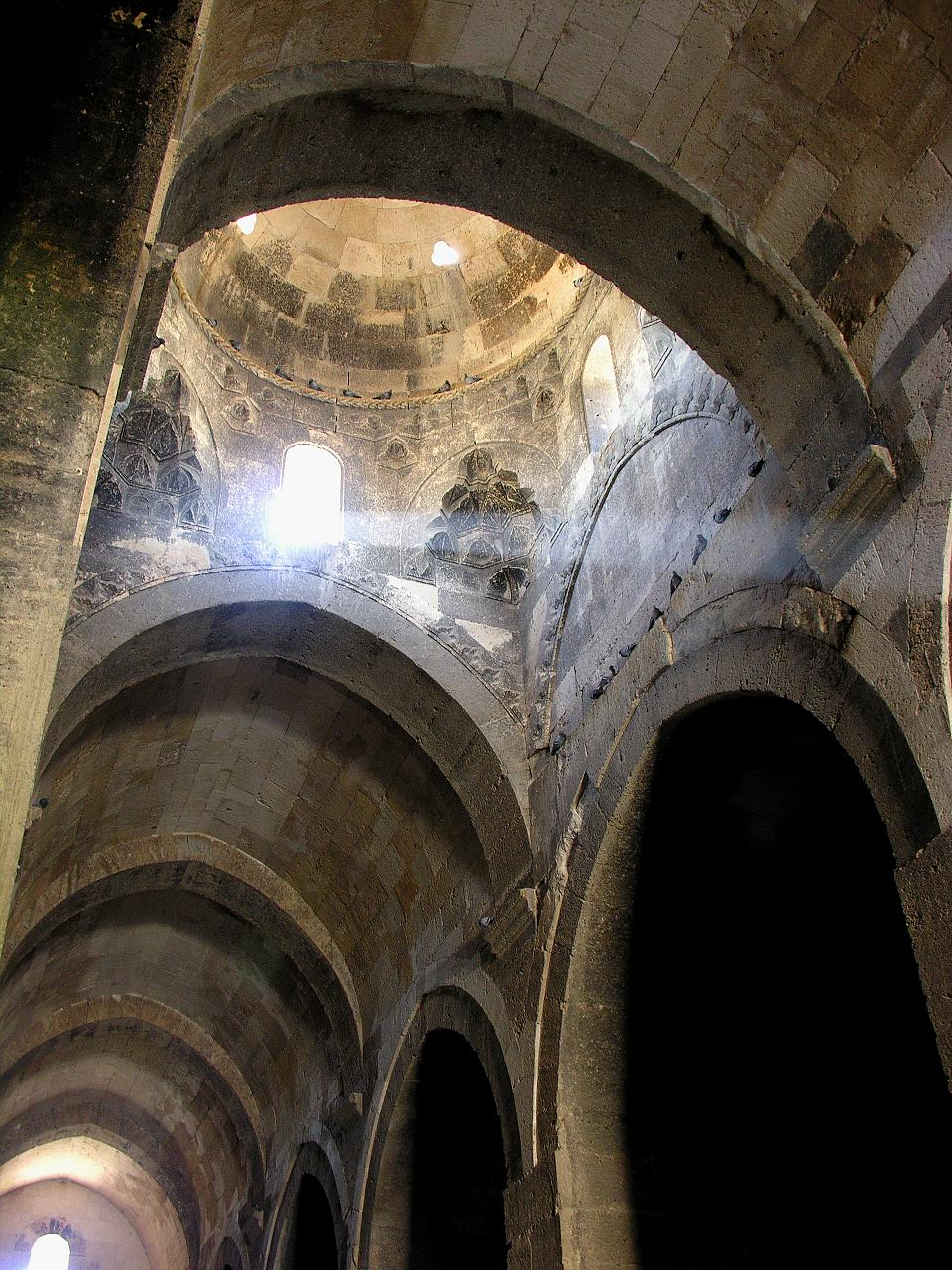
Vaults and dome in the interior (winter) chambers